# Paraclius nudus
Paraclius nudus är en tvåvingeart som beskrevs av Becker 1922. Paraclius nudus ingår i släktet Paraclius och familjen styltflugor. Inga underarter finns listade i Catalogue of Life.